# Rudolf-Virchow-Klinikum Glauchau
Das Rudolf Virchow Klinikum Glauchau befindet sich am Stadtrand von Glauchau im Muldental. Als Haus der Regelversorgung verfügt es über 320 stationäre Betten und 48 tagesklinische Plätze. Die acht Fachkliniken des Hauses erfahren jährlich rund 40.750 Patientenkontakte, davon ca. 28.000 ambulante Fälle. Rund 950 Mitarbeiterinnen und Mitarbeiter stehen im Dienste der Gesundheit. Das Krankenhaus liegt in der Virchowstraße 18 im Süden Glauchaus. Es ist akademisches Lehrkrankenhaus des Universitätsklinikums Jena.

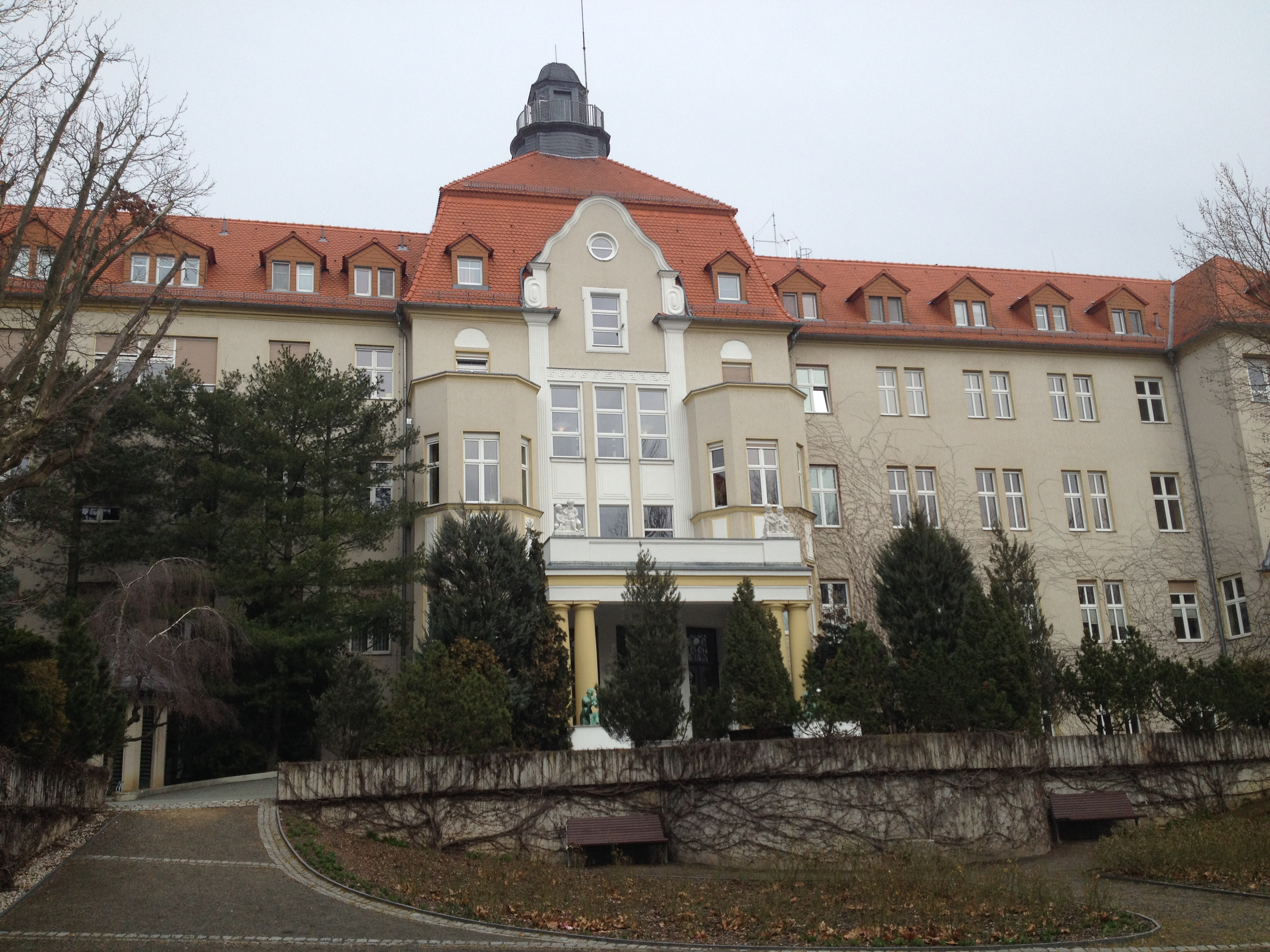
Rudolf Virchow Klinikum Glauchau

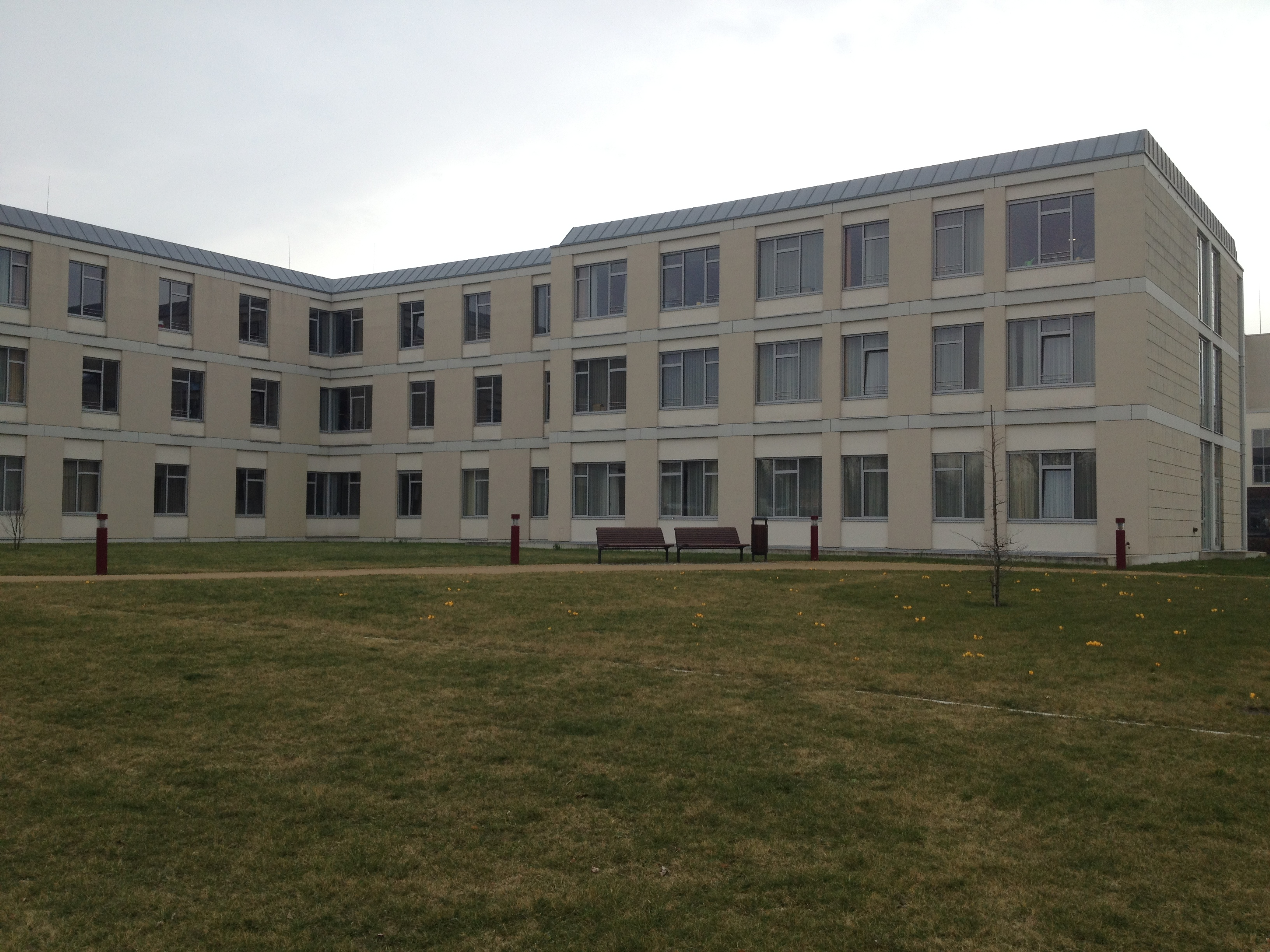
Rudolf Virchow Klinikum Glauchau, Haus 18

## Geschichte
Das Krankenhaus wurde 1842 in der heutigen Pestalozzistraße eröffnet, 1891 zog es in das größere Gebäude des Armenhauses in die Lungwitzer Straße um. 1914 wurde das Haupthaus (Haus 1) des heutigen Krankenhauses eingeweiht, nach Kriegsende wurde der Ausbau abgeschlossen. Seit 1924 steht ein Röntgengerät zur Verfügung.
Die 1934 von Heinrich von Wolffersdorff gegründete Augenklinik ist auch eine Reaktion auf die „Glauchauer Augenkrankheit“ infolge der Luftverschmutzung durch die Chemieindustrie (H2S). Sie besitzt mit ihren 25 Betten immer noch überregionale Bedeutung.
Während des Zweiten Weltkriegs wurde ein als Wohngebäude vorgesehener Neubau als Lazarett genutzt.

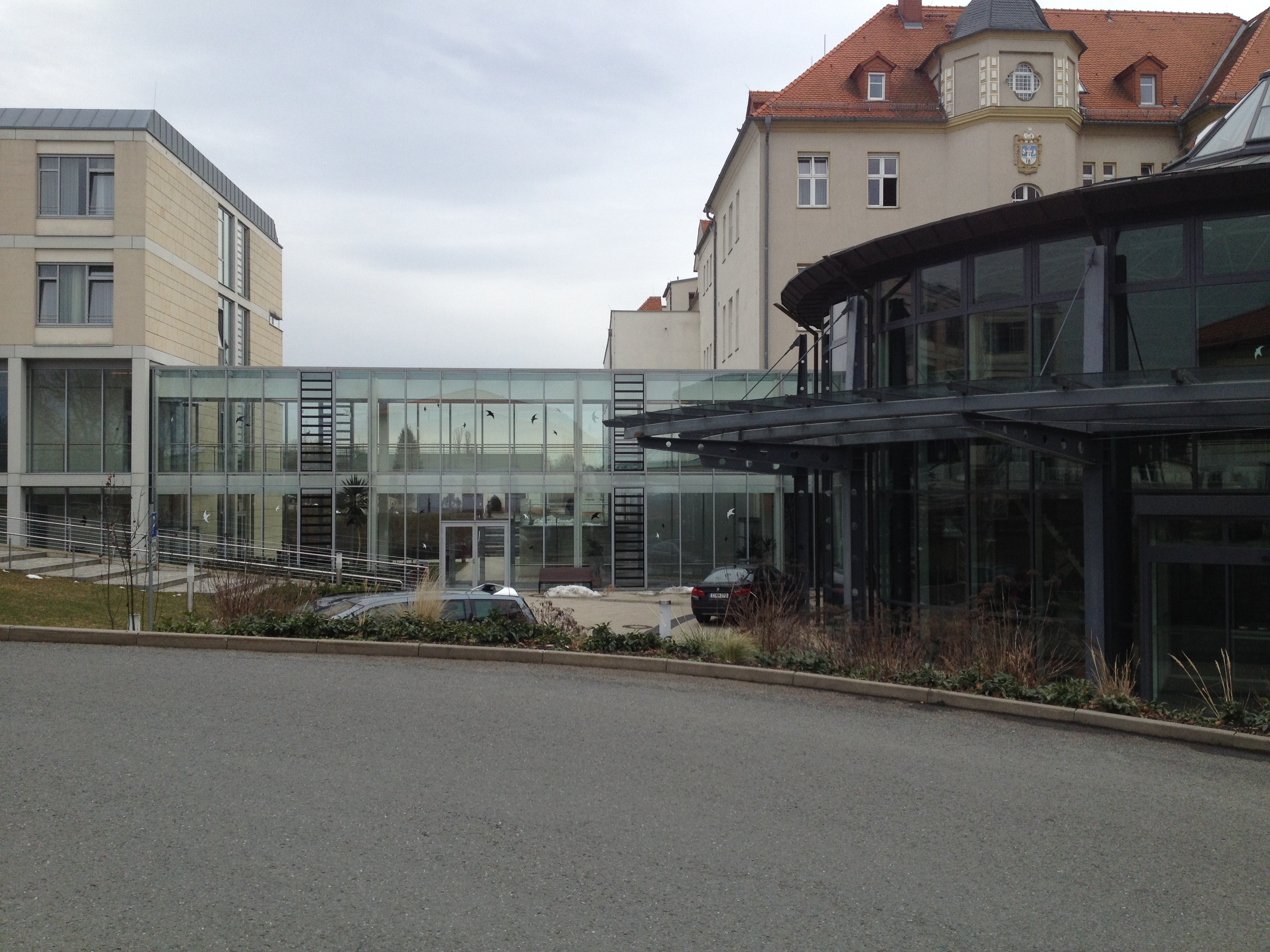
Rudolf Virchow Klinikum Glauchau

Nach 1945 dienten verschiedene Teilkrankenhäuser der Unterbringung und Isolierung von Tuberkulose-Patienten. Mit allen Hilfseinrichtungen umfasste das Krankenhaus 520 Betten. Innerhalb eines Jahres stieg die Bettenzahl auf 656. In Meerane wurde eine Kinderklinik errichtet. 1950 ging die Verantwortung von der Stadt auf den Kreis über. 1964 wurde das I-Haus (Infektionshaus) mit drei internistischen Stationen als stationäre Einrichtung seiner Bestimmung übergeben. 1971 wurde die Gynäkologie/Geburtshilfe in das Krankenhaus Meerane ausgelagert. In Glauchau erfolgte die Konzentration der Inneren Abteilung. Die rekonstruierten Häuser I und II im Kreiskrankenhaus Glauchau wurden 1980 übergeben. 1981 erfolgte die Übergabe des Mehrzweckgebäudes mit Zentrallabor und 1982 der interdisziplinären Intensivtherapieabteilung. 1981 fusionierten die Krankenhäuser Glauchau und Meerane. 1988 wurde die Dialyseabteilung mit 8 Plätzen eingeweiht. 1989 erfolgte die Sanierung und Erweiterung des OP-Traktes und der zentralen Sterilisationsabteilung.
1989 erhielt das Haus den Namenszusatz „Rudolf Virchow“.
1992/1993 wurden die nach Meerane ausgelagerten Abteilungen (Kinderheilkunde, Frauenheilkunde und Geburtshilfe) wieder am Standort Glauchau konzentriert. 1995 wurde die neue Krankenhausapotheke übergeben. Ein neuer Schwerpunkt der medizinischen Versorgung wurde im Herbst 1996 mit der Grundsteinlegung für die Klinik für Psychiatrie mit drei Stationen, eingebetteter Ergotherapie, Tagesklinik und Institutsambulanz geschaffen. 
2001 konnte der erste Teil einer umfassenden Neustrukturierung des Krankenhausgeländes abgeschlossen werden. Mit einem Kostenaufwand von 26,7 Mio. Euro wurden die Sterilisationsabteilung, die Röntgenabteilung, eine Physiotherapie, fünf OP-Säle, die Notfallabteilung, eine chirurgische Station, die Stationen der Klinik für Gynäkologie und Geburtshilfe, die Intensivtherapie sowie ein neuer Kreißsaal fertiggestellt. Außerdem wurde das Gesundheitszentrum mit Sport- und Therapiehalle sowie Schwimmbad, Sauna und Fitnessbereich eingeweiht. Den Patienten werden damit Möglichkeiten eröffnet, nach dem eigentlichen Krankenhausaufenthalt die Rehabilitationsphase bis zur vollständigen Genesung am gleichen Ort fortzusetzen.
Im Jahr 2006 wurde ein MVZ gegründet, wodurch weitere Arztpraxen am Standort Virchowstraße und in der umliegenden Region etabliert wurden. 2007 wurden mit einer Tagesklinik in der Außenstelle Limbach-Oberfrohna die psychiatrisch-psychotherapeutischen Plätze um 15 erweitert. 2008 wurde das Haus 18 mit vier internistischen Stationen, Funktionsdiagnostik mit Endoskopieabteilung sowie der Augenklinik mit Ambulanz- und OP-Trakt eröffnet. 2008 ging das für Westsachsen einmalige RPK Glauchau (Rehabilitation für psychisch Erkrankte) in Betrieb. 
2013 unterzeichnete das Krankenhaus zusammen mit anderen Häusern den ersten sächsischen Vertrag für ein Regionales Psychiatriebudget als Modellvorhaben der sektorenübergreifenden Versorgung. Im April 2013 wurde das neue Mehrzweckgebäude Haus 2 eingeweiht, in dem die Zentrale Notaufnahme, die Patientenaufnahme, die Kinderstation sowie weitere Praxen untergebracht sind. Durch die Aufnahme ambulanter Arztpraxen im rekonstruierten Haus 1 wurde die Zusammenarbeit von ambulanter und stationärer Versorgung in Glauchau weiter verbessert.
Im Oktober 2013 konnte der neue Wirtschaftshof in Betrieb genommen werden. Hier wurden die Abteilung Wirtschaft mit Krankenhausküche und ein Apothekenlager untergebracht. 
2015 wurde der Erweiterungsbaus für die Klinik Psychiatrie, Psychotherapie und Psychosomatik eröffnet. Außerdem konnte der hochtechnisierte Hybrid-OP für Gefäßeingriffe in Betrieb genommen werden.
Zum 1. Juli 2019 übernahm Christian Wagner die Geschäftsführung des Klinikums. Seit 2019 gibt es im Klinikum Glauchau eine geriatrische Tagesklinik mit 8 Plätzen. 2021 folgten eine psychoonkologische Ambulanz sowie eine augenärztliche Allgemeinambulanz.
Im Juli 2023 wurde der Neubau des Gesundheitszentrums eröffnet. Dort sind neben Fitnessbereich und Physiotherapie auch ein Bewegungsbecken und die ambulante, orthopädische Rehabilitation untergebracht. 
Im zweiten Quartal 2025 soll der nächste Neubau folgen für die Zentralapotheke. Dafür erhält das Klinikum rund 2,55 Mio. € Fördergelder.

## Fachabteilungen
- Augenheilkunde
- Allgemein-, Viszeral- und Gefäßchirurgie
- Innere Medizin I (Kardiologie, Angiologie, Nephrologie, Geriatrie)
- Innere Medizin II (Gastroenterologie, Pneumologie, Hämatologie und Onkologie, Palliativmedizin, Infektiologie, Schlafmedizin)
- Anästhesie, Intensivmedizin, Schmerzmedizin
- Unfallchirurgie und Orthopädie
- Frauenheilkunde, Geburtshilfe
- Kinder- und Jugendmedizin (als Außenstelle des Heinrich-Braun-Klinikums Zwickau)
- Psychiatrie, Psychotherapie, Psychosomatik

## Sonstige Einrichtungen
- Endoprothetikzentrum – EPZ
- Zentrale Notaufnahme
- Praxen, Medizinisches Versorgungszentrum (MVZ)
- Funktionsbereiche (Apotheke, Labor, Zentralsterilisation, Funktionsabteilung)
- Rehabilitation für Psychisch Kranke (RPK Glauchau mit Wohnheim)
- Gesundheitszentrum (Ambulante Rehabilitation, Physiotherapie, Fitness, Logopädie, Ergotherapie, Schwimmhalle, Sauna, Sport- und Therapiehalle, Klettern)